# 梅琳达·扬
梅琳达·扬（英語：Melinda Young，1971年8月28日—），澳大利亚女子篮球运动员。她曾代表澳大利亚参加2004年夏季残疾人奥林匹克运动会轮椅篮球比赛，获得一枚银牌。